# Mate burilado

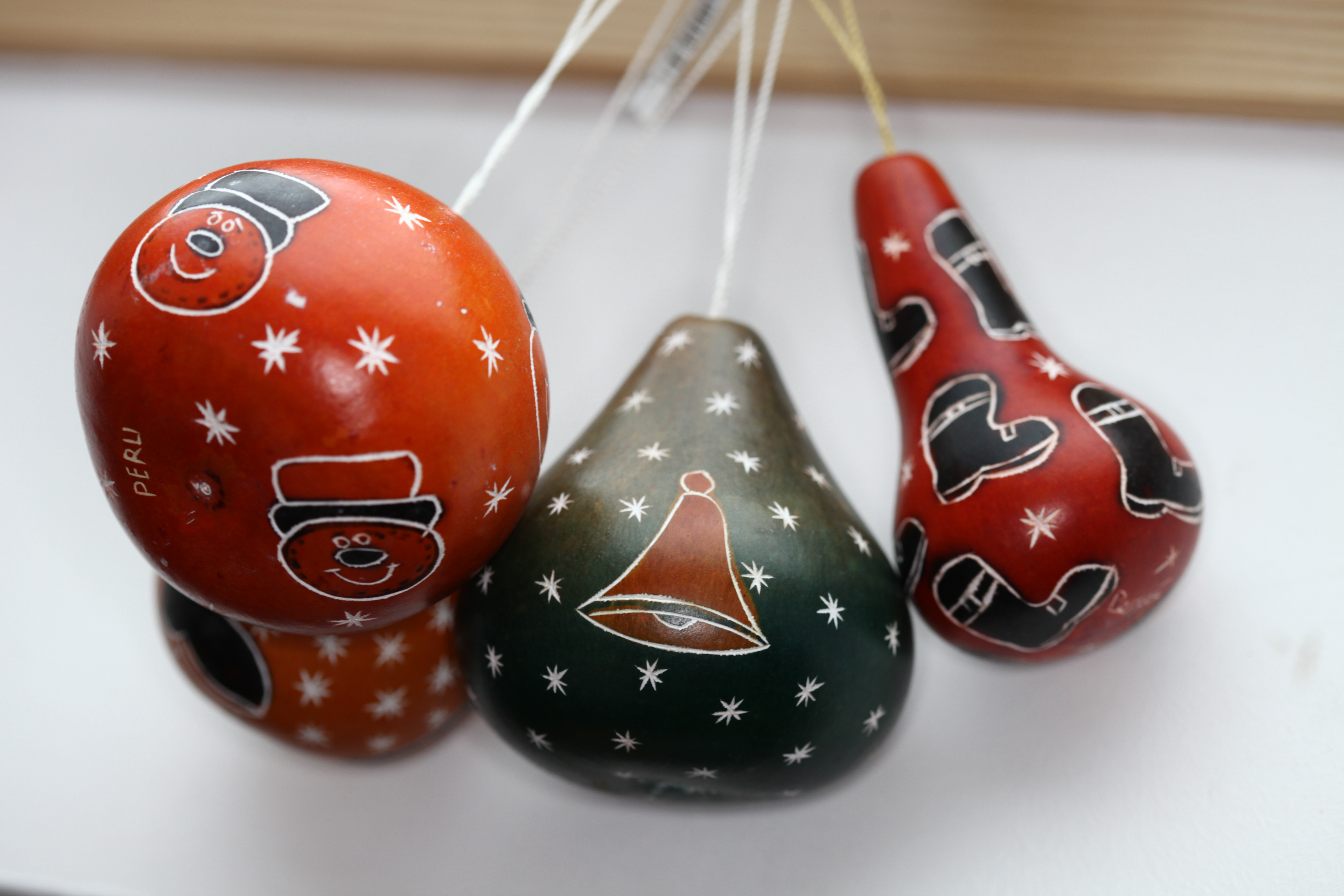
Mates burilados als Christbaumschmuck

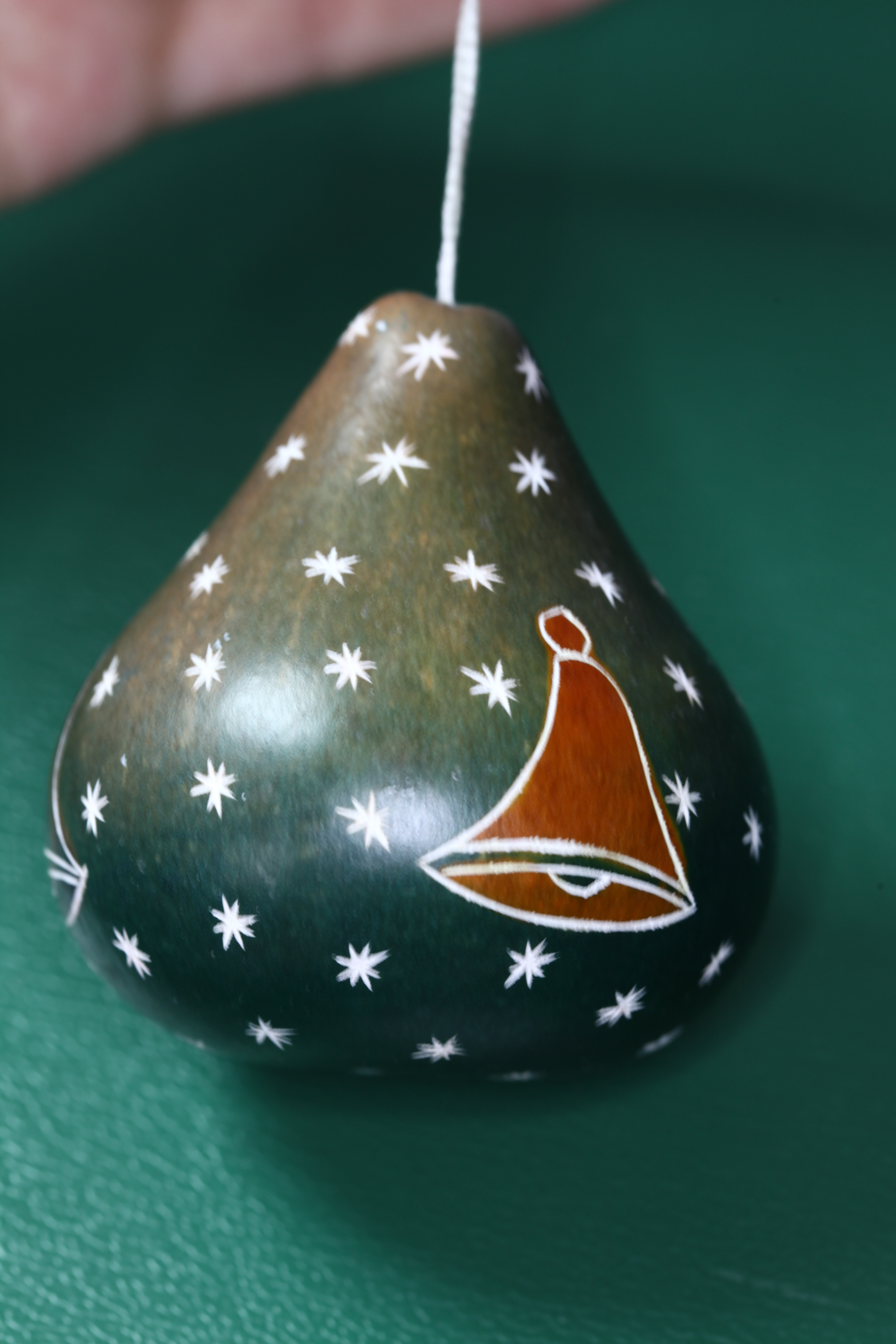
Mate burilado (weihnachtliches Motiv)

Die Mates burilados (spanisch für: gravierter Flaschenkürbis; Einzahl: Mate burilado) sind mit Schnitzereien verzierte Flaschenkürbisse.
Bei diesen typischen Produkten des peruanischen Kunsthandwerks aus dem nach dem Río Mantaro benannten Valle del Mantaro in der Provinz Huanta in der Ayacucho-Region, wird die Kürbisoberfläche mit glühenden Holzstäben unterschiedlich stark gebräunt, wobei helle Töne durch Ausschnitzen erreicht werden.

## Geschichte
Der getrocknete Flaschenkürbis (Lagenaria siceraria) in Form einer Kalabasse ist das Ausgangsmaterial für die Anfertigung der Mate burilados. Der US-amerikanische Archäologe Junius Bird (1907–1982) hat in der prähistorischen Siedlung Huaca Prieta zwei kleine, gravierte Kalebassen entdeckt, die 3500 Jahre alt sind. Diese Siedlung liegt in der Region La Libertad, an der Nordwestküste Perus. Dieser Fund belegt, dass die Praxis Flaschenkürbisse zu gravieren schon auf Vorinkakulturen zurückgeht. Alte Kulturen an der peruanischen Nordküste, wie beispielsweise die Moche-Kultur und die Chimú-Kultur, schufen Kalebassen mit figurativen Zeichnungen von Fischen und Vögeln. Auch in den Gebieten von Huaura, Ancón, Pachacámac und an der Südküste wurden ähnliche Kalebassen gefunden. Die Inkas haben diese Technik weiterentwickelt und häufig Kalebassen als Gefäße, Musikinstrumente und Kultgegenstände verwendet. Die Kalebassen wurden mit Motiven von landwirtschaftlichen Tätigkeiten und sozialen Aktivitäten verziert, die von geometrischen Mustern begleitet waren. Es gibt verschiedene Typen von Mate burilados in verschiedenen Farben. Der klassische Typ ist in braunen, rötlichen und schwarzen Farben gehalten.

## Im Valle del Mantaro
Die Mate burilados werden gegenwärtig hauptsächlich im Gebiet des Valle del Mantaro und insbesondere im Bezirk Cochas Chico und Cochas Grande hergestellt. Die Künstler sind mit der Herstellung eines Mate burilado zwei bis drei Tage beschäftigt. Abschließend wird ein Aufhänger (Ring oder Schnur) angebracht. Es gibt auch Mate burilados als Weihnachtsschmuck, teilweise auch mit einer Siberinkrustation oder Perlmutt verziert.

## In der Provinz Huanta
In letzter Zeit hatte dieses Kunsthandwerk einen großen Aufschwung in der Provinz Huanta, Region Ayacucho. Von dort kommen die ‘’Mates huantas’’, die sich besonders durch die Vitalität ihrer dicken Zeichenlinien unterschieden. Als Motive werden besonders bäuerliche Szenen bevorzugt.

## Zeichenmotive
Eine andere Verzierungsart geht in Richtung Miniaturisierung der Zeichnung, deren Details man oft nur mit einer Lupe richtig sehen kann. Die Zeichnung mit einem feinen Grabstichel auf dem Flaschenkürbis ausgeführt. Meist handelt es sich um sehr dynamische Szenen im Comic-Stil mit Themen aus dem bäuerlichen Leben.
Es gibt sowohl sehr kleine, als auch sehr große Mates burilados. Auf den großen ist manchmal die ganze Geschichte eines Dorfes dargestellt. Viele werden mit Silberauflagen oder Perlmutt verziert.

## Werkzeuge
Der Grabstichel ist das hauptsächliche Graviewerkzeug-Werkzeug. Er besteht aus einem Quinoa-Stängel als Handgriff, an dem ein Eisennagel als Arbeitsspitze befestigt ist, dessen feine oder breite Spitze eine dreieckige From hat. Um für Hintergründe ganze Schichten großflächig abzutragen und um Umrisse zu zeichnen, werden auch Stechbeitel verwendet. Mit Löffeln werden Rundungen geformt, ebenso wird mit Löffeln der Inhalt des Flaschenkürbis entfernt. Als letzter Arbeitsschritt werden die Mates burilados mit Sandpapier geglättet und abschließend poliert. Die eingebrannten Muster werden mit einem halb verbrannten Holzscheit von Quinoa oder Eukalyptus hergestellt. Einige Künstler verwenden auch moderne Werkzeuge, wie beispielsweise Schleifmaschine, Lötkolben und Brenner.

## Verzierungstechniken
Es gibt verschiedene Techniken, um die Mates zu verzieren. Das Einbrenn-Gravieren, auch als Huanca-Technik bezeichnet, um Umrisse zu zeichnen und um Flächen dunkel zu zeichnen. Dazu wird ein brennender Quinoa-Stängel verwendet oder ein gewöhnlicher, moderne Handbrenner.
Es gibt auch eine Technik mit schwarzem Bildhintergrund, auch als Ayacucho-Technik bezeichnet. Dazu wird die Fläche für das aufzubringende Bild mit Öl bestrichen und mit Asche des Stipa ichu-Grases (ein Gras aus der Gattung der Federgräser) abgedeckt. Danach wird der Flaschenkürbis abgewaschen und getrocknet. Die Asche lagert sich in den vorher eingravierten Rillen ab und hebt so die Linien hervor.
Falls die Mates burilados eingefärbt werden, erfolgt das durch Eintauchen in heißes Wasser, in dem grüne oder rote Anilinfarben gelöst sind. Nach dem Einfärben werden sie abgespült und im Freien getrocknet. Danach werden sie graviert und die Zeichnungen mit weißer Farbe nachgearbeitet. Das Weiß hebt sich stark vom schwarzen Hintergrund ab.
Gegenwärtig werden die Mates burilados oft in verschiedenen Farben verziert. Wobei die Figuren vor dem Eingravierten mit weißer Farbe skizziert werden und später dann mit Temperafarben gezeichnet werden. Um ihnen einen schönen Glanz zu verleihen, bekommen sie abschließend einen Überzug aus Wachs oder Lack.